# Copa Telmex 2009
Copa Telmex 2009 — тенісний турнір, що проходив на ґрунтових кортах у місті Буенос-Айрес, Аргентина з 16 лютого . Належав до категорії ATP World Tour 250, був турніром серії Argentina Open 2009 року.

## Фінальна частина

### Одиночний розряд
Томмі Робредо —  Хуан Монако 7–5, 2–6, 7–6(7–5)

### Парний розряд
Марсель Гранольєрс /  Альберто Мартін —  Ніколас Альмагро /  Сантьяго Вентура Бертомеу 6–3, 5–7, [10–8]